# Ophion brevicornis
Ophion brevicornis är en stekelart som beskrevs av Morley 1915. Ophion brevicornis ingår i släktet Ophion och familjen brokparasitsteklar. Inga underarter finns listade i Catalogue of Life.